# Katsina United FC
Der Katsina United FC ist ein 1994 gegründeter nigerianischer Fußballverein aus Katsina, der aktuell in der ersten Liga, der Nigeria Professional Football League, spielt.
Der Verein ist auch unter dem Nickname The Changi Boys bekannt.

## Erfolge
- Nigeria National League: 2016  ▲
- Nigeria FA Cup

Finalist: 1995, 1996, 1997

## Stadion
Der Verein trägt seine Heimspiele im Muhammadu Dikko Stadium in Katsina aus. Das Stadion hat ein Fassungsvermögen von 35.000 Personen.
Koordinaten: 12° 58′ 37″ N, 7° 38′ 17″ O

## Saisonplatzierung
| Saison  | Liga                                 | Level | Platz      | Nigerian FA Cup | Nigeria Super Cup | Nigeria Super Four |
| ------- | ------------------------------------ | ----- | ---------- | --------------- | ----------------- | ------------------ |
| 2016    | Nigeria National League              | 2     | ▲          |                 |                   |                    |
| 2017    | Nigeria Professional Football League | 1     | 16.        |                 |                   |                    |
| 2018    | Nigeria Professional Football League | 1     | 7.         |                 |                   |                    |
| 2019    | Nigeria Professional Football League | 1     | 6. (Gr. A) |                 |                   |                    |
| 2019/20 | Nigeria Professional Football League | 1     | 7.         |                 |                   |                    |

1. ↑  Die Saison wurde nach dem 25. Spieltag abgebrochen.

## Trainerchronik
| Trainer         | Nation  | von              | bis              |
| --------------- | ------- | ---------------- | ---------------- |
| Abdullahi Biffo | Nigeria | 1. Juli 2009     | 30. Juni 2019    |
| Henry Makinwa   | Nigeria | 1. Juli 2019     | 27. Oktober 2020 |
| Bishir Sadauki  | Nigeria | 28. Oktober 2020 | heute            |